# Wilhelm-Niessen-Straße 7 (Mönchengladbach)

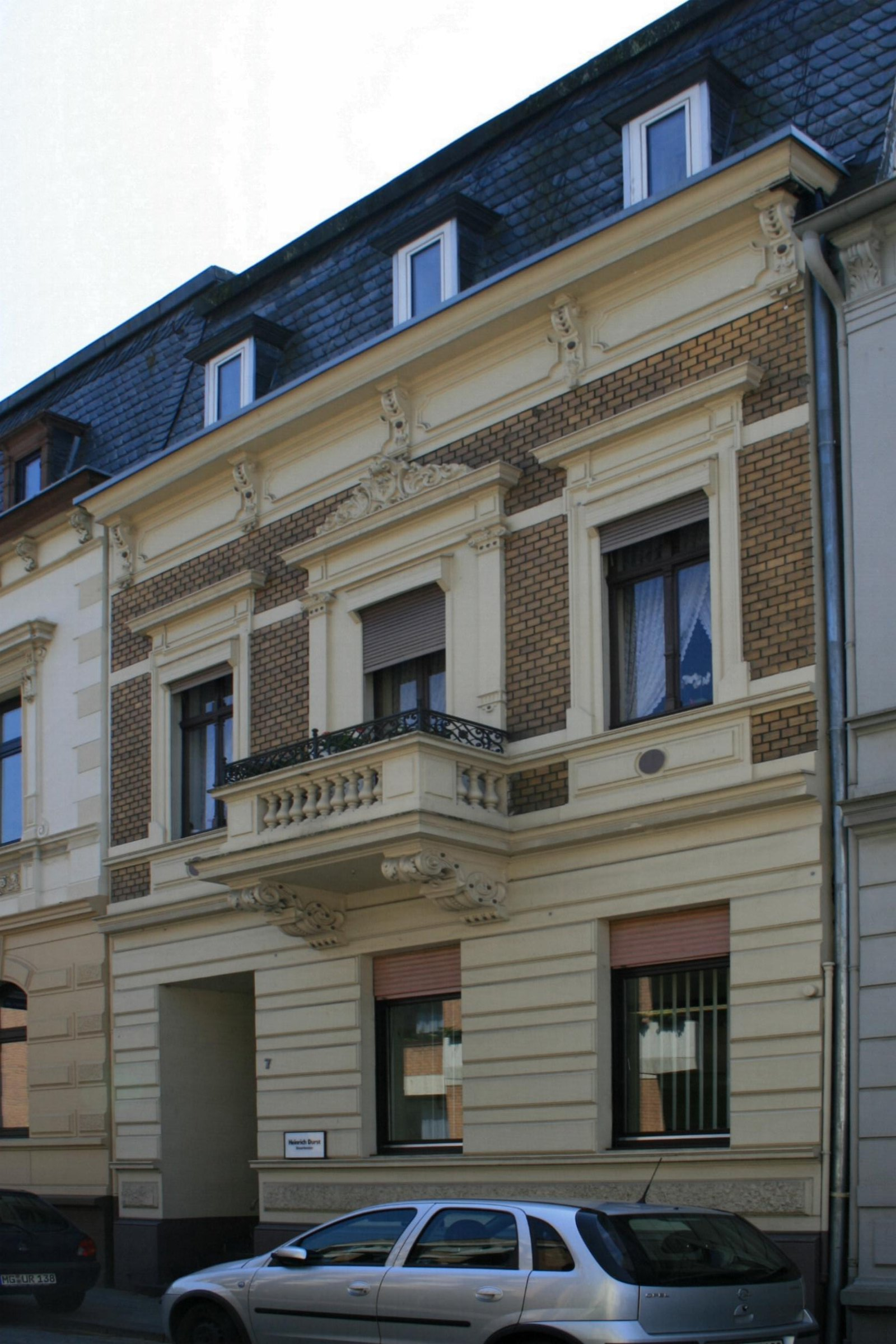
Wohnhaus (2010)

Das Wohnhaus Wilhelm-Niessen-Straße 7 steht im Stadtteil Odenkirchen in Mönchengladbach (Nordrhein-Westfalen). 
Das Gebäude wurde 1899 erbaut und unter Nr. W 035 am 3. Juni 1993 in die Denkmalliste der Stadt Mönchengladbach eingetragen.

## Architektur
Das Objekt liegt in der Wilhelm-Niessen-Straße in Odenkirchen. Bei dem Bau handelt es sich um ein traufständiges, zweigeschossiges, dreiachsiges Wohnhaus unter einem Mansarddach mit Balkon in der mittleren Achse aus dem Jahre 1899. Das Objekt ist aus städtebaulichen Gründen als Baudenkmal schützenswert.